# Военный участок Криворожского кладбища

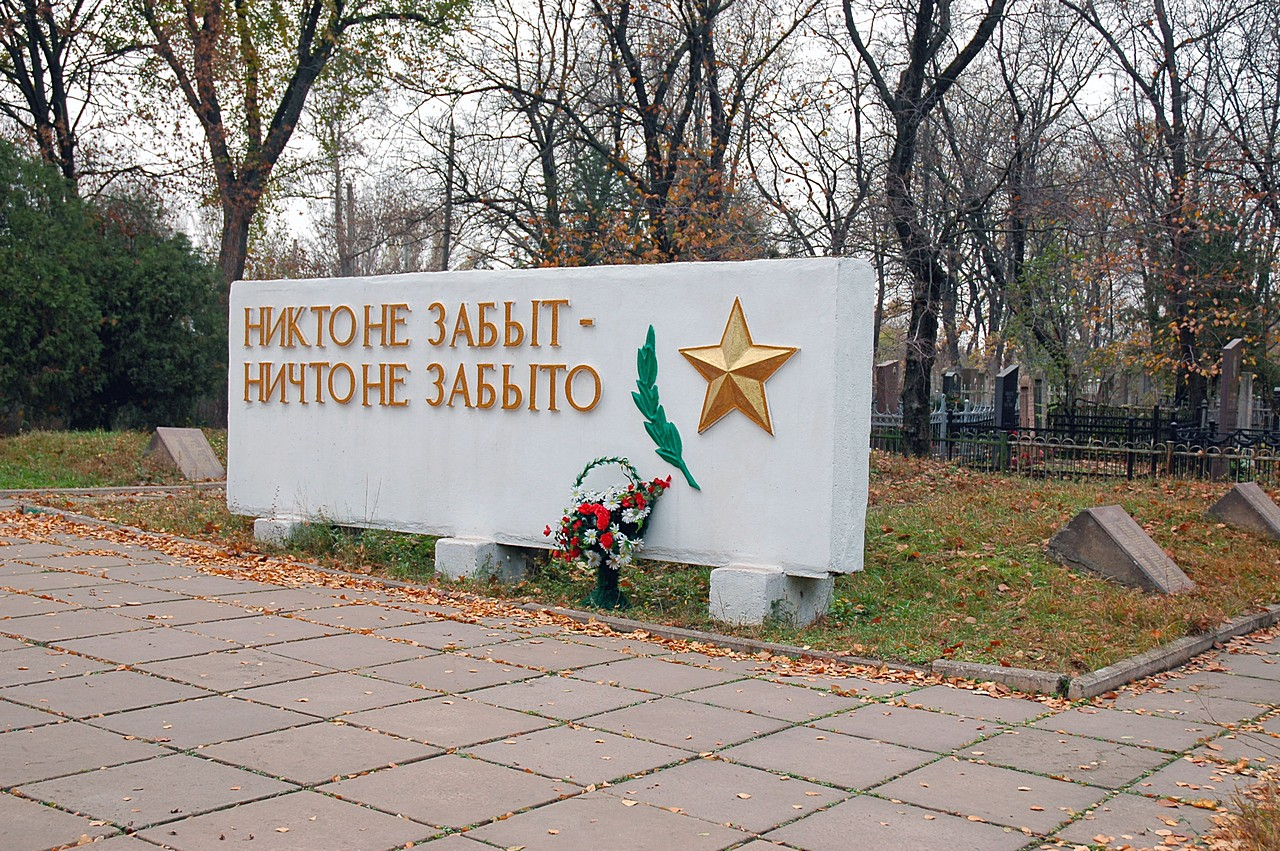

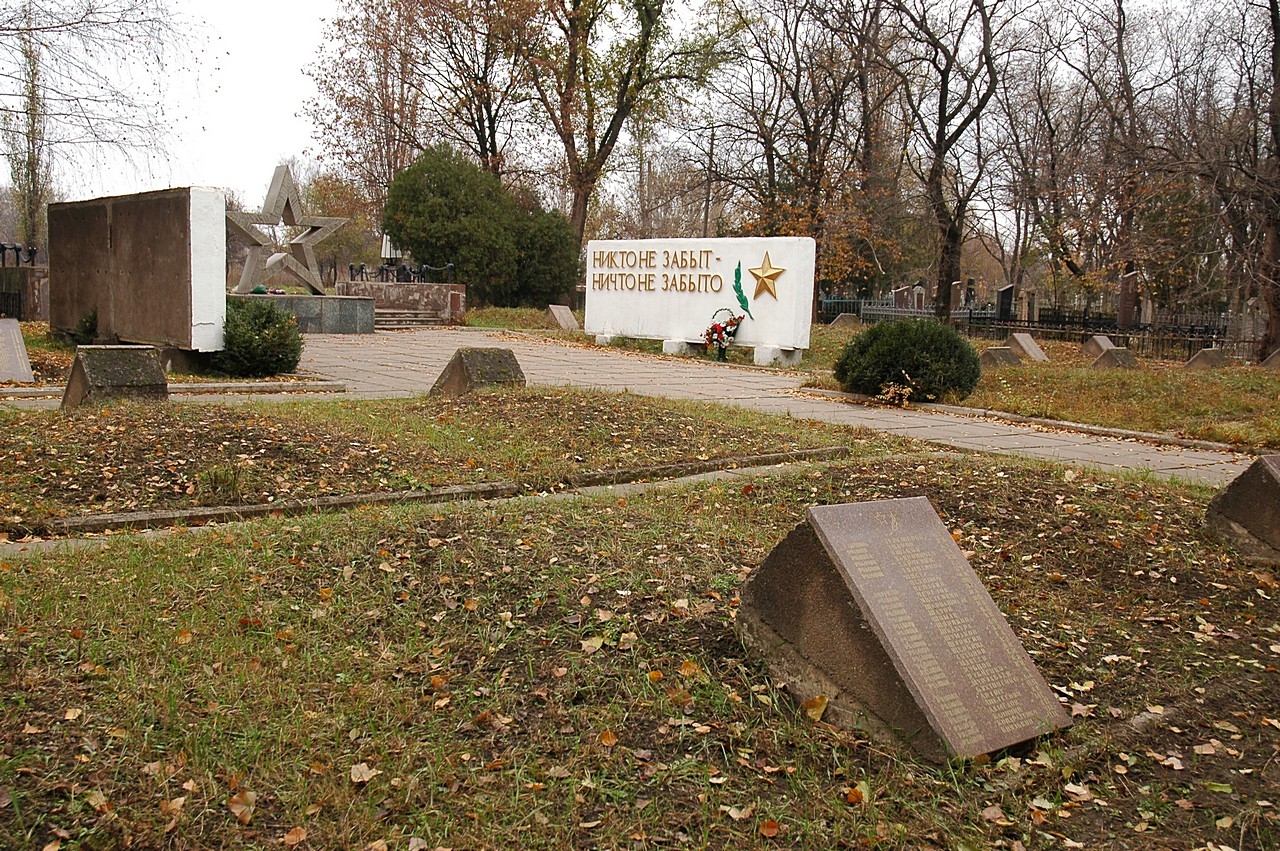

Военный участок Криворожского кладбища — место захоронения 1947 советских воинов, погибших при освобождении города Кривой Рог в 1944 году.

## История
22 февраля 1944 года воины 236-й, 353-й, 394-й, 48-й гвардейской стрелковой дивизий 46-й армии освободили центр города Кривой Рог.
В марте 1944 года был заложен военный участок для захоронения погибших 1950 советских воинов.
В 1957 году установлена бетонная скульптура «Воин с автоматом» на кирпичном постаменте без надписей. Высота скульптуры составляет 2,5 м, высота постамента — 4,5 м.
В 1975 году на прошла реконструкция. Территория была перепланирована, и на участке площадью 1065 м² размещены 33 братские могилы размерами 2×3 м, покрытые газонной травой. У каждого холма установили вместо гранитных обелисков гранитные плиты размерами 0,6×0,9 м с отчеканенными известными фамилиями погибших (общее количество похороненных на то время — 1950 воинов). На площади по центру размещена объёмная пятилучевая звезда из шлифованной стали высотой 2,5 м на постаменте 2,8×2,8 м.
На площади установлены две железобетонных стелы высотой 2,5 м. С центрального входа военный участок ограждён железобетонной стеной, облицованной полированным гранитом. В верхней части — навесная чугунная цепь. Прилегающая территория заасфальтирована. Подведено освещение.
7 мая 1975 года состоялось открытие после реконструкции. Архитекторы: Ю. П. Сыч и С. В. Теплоухов. Исполнители: рудоуправление имени Ильича, завод «Коммунист», трест «Криворожжилстрой».

## Характеристика
Всего установлено 57 гранитных обелисков на 37 братских и 20 индивидуальных могилах.
Есть данные по 981 погибшему воину из 1950 похороненных.
В индивидуальных могилах похоронены Герои Советского Союза Алексеенко Александр Минович и Пурин Павел Павлович, в другой индивидуальной могиле — участники революции 1905 года.